# Agranolamia
Agranolamia is een kevergeslacht uit de familie van de boktorren (Cerambycidae). De wetenschappelijke naam van het geslacht werd voor het eerst geldig gepubliceerd in 1952 door Báguena.

## Soorten
Agranolamia is monotypisch en omvat slechts de volgende soort:
- Agranolamia poensis Báguena, 1952